# Cadea
Cadea är ett släkte av ödlor som är ensam i familjen Cadeidae.
Arterna är nära släkt med ödlor från familjen Amphisbaenidae. Som alla masködlor saknar de extremiteter. Dessa ödlor förekommer i västra Kuba och på Isla de la Juventud. De är utan svans ungefär 200 mm långa och svansen är kort. Arterna lever främst underjordisk. Honor lägger ett fåtal ägg per tillfälle.
Arterna är:
- Cadea blanoides
- Cadea palirostrata